# Jean-Jacques Rasteau
Jean-Jacques Rasteau est un homme politique français né le 17 décembre 1786 à La Rochelle (Aunis) et mort le 25 janvier 1854 à Paris.

## Biographie
Isssu d'une riche famille protestante de négociants, armateurs et négriers de La Rochelle, Jean-Jacques Rasteau est le fils d'Étienne-Isaac Rasteau, directeur de la Chambre de commerce de La Rochelle, et de Madeleine Henriette Paillet. Il est aussi l'arrière petit-fils de Jacques Rasteau.
Jean-Jacques Rasteau épouse Betsy Charruyer, fille du négociant-armateur Edmond Charruyer et petite-fille du négociant Pierre-Jean van Hoogwerff, commissaire général de la Marine et du Commerce des États généraux des Provinces-Unies en Aunis, Saintonge et îles adjacentes.
En 1826, dans le cadre de l'indemnisation par la république d'Haïti des anciens propriétaires français d'esclaves, il touche la somme de 31 232 Francs or en dédommagement de la perte des plantations familiales causée par la Révolution haïtienne.
Riche négociant, juge au tribunal de commerce et président de la Chambre de commerce de La Rochelle de 1826 à 1829, il devient maire de la Rochelle en 1834. Il attache son nom à l'agrandissement de la cathédrale et à la reconstruction du collège de la ville. 
Il est membre du Conseil général de la Charente-Inférieure de 1836 à 1852, élu par le 4e canton de La Rochelle.
Le 4 novembre 1837, il est élu député du 1er collège de la Charente-Inférieure (La Rochelle). Il obtient successivement sa réélection le 2 mars 1839 et le 9 juillet 1842. Ami politique de Dupont de l'Eure, Rasteau vote d'abord avec le centre gauche ; mais dans la discussion de l'adresse de 1839, il passe dans les rangs ministériels et ne les quitte plus. Il vote en conséquence pour la dotation du duc de Nemours, pour les fortifications de Paris, pour le recensement, contre les incompatibilités, contre l'adjonction des capacités et pour l'indemnité Pritchard.
Il donne sa démission de maire en décembre 1841, par suite de dissentiment avec le ministre peu empressé à réaliser la promesse qu'il avait faite d'ériger le collège reconstruit en collège royal. Les élections du 13 août 1846 ne lui sont pas favorables et il ne reparut plus dans les assemblées politiques.
Il prend part à la création du Comptoir national d'escompte de La Rochelle en 1848, dont il devient membre du conseil d'administration.

## Sources
- « Jean-Jacques Rasteau », dans Adolphe Robert et Gaston Cougny, Dictionnaire des parlementaires français, Edgar Bourloton, 1889-1891 [détail de l’édition]
- Émile Garnault, Livre d'or de la Chambre de commerce de la Rochelle contenant la biographie des directeurs et présidents de cette Chambre de 1719 à 1891, E. Martin, 1902
- Brice Martinetti, Les négociants de La Rochelle au XVIIIe siècle, Presses universitaires de Rennes, 2019
- Henri Feuilleret, Biographie de la Charente-Inférieure (Aunis & Saintonge), Clouzot, 1877